# Thiên đàng (album)
Thiên đàng (tựa tiếng Anh: Emerald, tạm dịch: Ngọc bích) là album phòng thu thứ năm của ca sĩ Thu Minh, được phát hành vào ngày 3 tháng 11 năm 2006. bởi TM Solution, Viết Tân và Dihavina. Nằm trong dự án loạt album mang tên 12 loại đá quý của cô.
Tất cả các bài hát sử dụng trong album đều là sáng tác của nhạc sĩ kiêm nhà sản xuất Võ Thiện Thanh, trừ bài "Hoang vắng" (sáng tác: Quốc Dũng).
Đây được đánh giá là một album thành công của Thu Minh ở cả phương diện nghệ thuật lẫn thương mại. Một phần thành công là do sự ủng hộ của hãng điện thoại di động WELLCOM, Thái Lan. Album bao gồm ba bài hát thương mại của các nhãn hiệu: Comfort ("Hương thơm diệu kỳ"), Sunsilk ("Vì em chính là em") và WELLCOM ("Dế WELLCOM").
Thiên đàng đã nhận được một đề cử tại hạng mục "Album của năm" và giúp cô nhận đề cử "Ca sĩ của năm" cho Giải thưởng Âm nhạc Cống hiến lần 2 năm 2007. Ngoài ra, album đã giúp nhạc sĩ Võ Thiện Thanh giành chiến thắng ở hạng mục "Nhạc sĩ của năm".

## Danh sách ca khúc
| STT              | Nhan đề                                       | Sáng tác         | Thời lượng |
| ---------------- | --------------------------------------------- | ---------------- | ---------- |
| 1.               | "Hương thơm diệu kỳ (Comfort Song)"           | Võ Thiện Thanh   | 5:09       |
| 2.               | "Ngày của tôi"                                | Võ Thiện Thanh   | 4:05       |
| 3.               | "Vì em chính là em (Sunsilk Song)"            | Võ Thiện Thanh   | 3:34       |
| 4.               | "Dế WELLCOME" (hợp tác với Hà Okio)           | Võ Thiện Thanh   | 5:17       |
| 5.               | "Thiên đàng"                                  | Võ Thiện Thanh   | 4:33       |
| 6.               | "Chuông gió"                                  | Võ Thiện Thanh   | 6:18       |
| 7.               | "Hoang vắng"                                  | Quốc Dũng        | 4:17       |
| 8.               | "Bóng mây qua thềm"                           | Võ Thiện Thanh   | 5:20       |
| 9.               | "Xích lô (New Version)" (hợp tác với Hà Okio) | Võ Thiện Thanh   | 4:36       |
| Tổng thời lượng: | Tổng thời lượng:                              | Tổng thời lượng: | 43:09      |

## Liveshow & DVD
Nhằm quảng bá cho album, Thu Minh đã tổ chức hai đêm liveshow liên tiếp để giới thiệu các bài hát mới cũng như những bài đã gắng liền với tên tuổi của cô. Cùng tên với album phát hành, Liveshow và DVD Thiên đàng cũng nhận được rất nhiều lời động viên từ giới nghệ thuật và khán thính giả.
| Thiên đàng (Liveshow Bonus EP) | Thiên đàng (Liveshow Bonus EP) | Thiên đàng (Liveshow Bonus EP) | Thiên đàng (Liveshow Bonus EP) |
| STT                            | Nhan đề                        | Sáng tác                       | Thời lượng                     |
| ------------------------------ | ------------------------------ | ------------------------------ | ------------------------------ |
| 1.                             | "Tình mới"                     | Kỳ Phương                      | 4:53                           |
| 2.                             | "Kiếp đam mê"                  | Duy Quang                      | 5:18                           |
| 3.                             | "60 năm cuộc đời"              | Y Vân                          | 4:46                           |
| 4.                             | "Tình tan vỡ"                  | Minh Châu                      | 5:09                           |
| 5.                             | "Valse buồn cho em"            | Thái Hùng                      | 3:55                           |

## Thành phần tham gia sản xuất
| Ê-kíp sản xuất - Võ Thiện Thanh – sản xuất, sáng tác, chuyển soạn, mixing - Kim Phong – điều hành sản xuất - Lương Dũng – chịu trách nhiệm xuất bản - Hà Okio – rapper (4, 9) - AC&M Band, Cadilac Group – hát bè - WellcoM Mobile (Thái Lan) – nhà tài trợ | Thiết kế - Nhiếp ảnh gia: Phạm Hoài Nam - Giám đốc nghệ thuật & Thiết kế: Dzung Yoko - Trang điểm: Hùng Max - Nhà thiết kế: Milan Phong và Dzung Yoko |

## Giải thưởng
- Đề cử "Album của năm" Giải thưởng Âm nhạc Cống hiến 2007.
- Tại đêm trao giải Bài hát Việt 2006, Chuông gió được hội đồng nghệ thuật của chương trình trao giải thưởng bài hát của tháng và bài hát của năm.[4]

- Trong lễ trao giải chương trình Album Vàng năm 2007, Thiên đàng đã được hội đồng nghệ thuật chọn là album hoà âm tốt của năm. Cùng với Thiên Đàng, phòng thu Viết Tân nhận giải thưởng Phòng thu có nhiều album thành công.[6]